# Theodor Wengler
Pour les articles homonymes, voir Wengler.
Theodor Wengler, né le 10 avril 1933 à Stettin et mort le 31 décembre 2023, est un avocat et historien allemand.

## Biographie
Theodor Wengler naît le 10 avril 1933, et doit fuir sa ville natale de Stettin à la fin de la Seconde Guerre mondiale.
Il est diplômé du lycée Eberhard-Louis de Stuttgart (de) et étudie ensuite le droit à Tübingen, Bonn et Heidelberg. Après un court service en tant que fonctionnaire d'État à Stuttgart, Wengler entre dans le service fédéral.
Il travaille pendant 30 ans au ministère fédéral des Finances, en dernier lieu comme conseiller ministériel, jusqu'à son départ à la retraite en 1998.
Après cela, Wengler mène des recherches intensives sur l'histoire de l'ancienne province de Poméranie. En 2005, il obtient son doctorat de l'Université de Greifswald avec sa thèse La gestion financière de l'Association provinciale de Poméranie (de).
Theodor Wengler est membre de la Société d'histoire, d'antiquité et d'art de Poméranie, dont il dirige le département de Bonn. Il est membre honoraire de cette société depuis 2017.

## Travaux
- Die Finanzwirtschaft des Provinzialverbandes Pommern. Bock, Bad Honnef 2005,  (ISBN 978-3-87066-944-7) (Dissertation).
- Der Provinzialverband Pommern. Verzeichnis der Mitglieder des Provinziallandtages. (= Veröffentlichungen der Historischen Kommission für Pommern. Reihe V, Band 44). Böhlau Verlag, Köln/Weimar/Wien 2008,  (ISBN 978-3-412-20109-8).